# Hermannshöhle (Niederösterreich)
Hermannshöhle är en grotta i Österrike. Den ligger i distriktet Neunkirchen i förbundslandet Niederösterreich, i den östra delen av landet.
Närmaste större samhälle är Kirchberg am Wechsel, söder om Hermannshöhle.
I omgivningarna runt Hermannshöhle växer i huvudsak skog. Dessutom finns vägar, samhällen och stenbrott. Runt Hermannshöhle är det ganska tätbefolkat, med 75 invånare per kvadratkilometer.

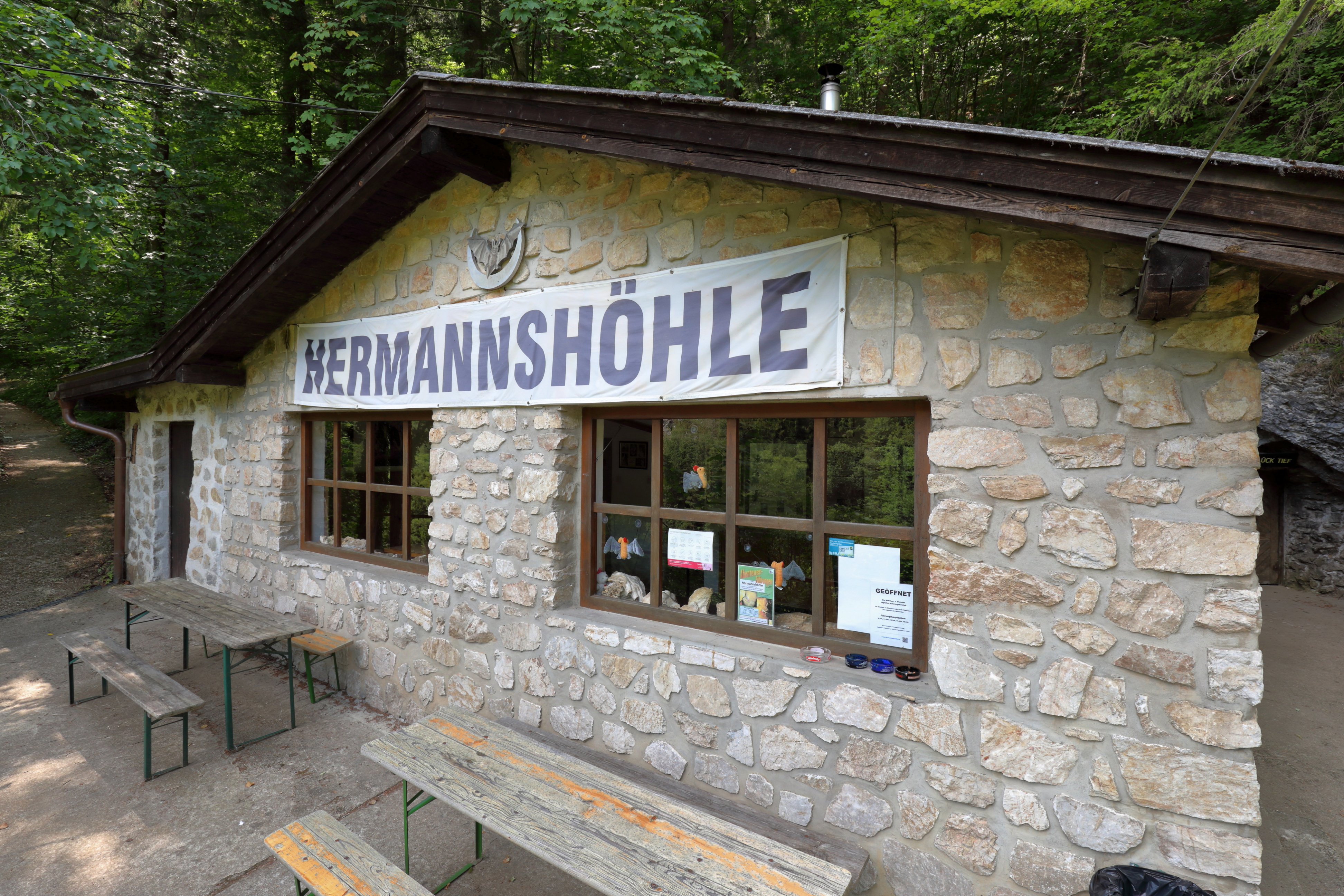
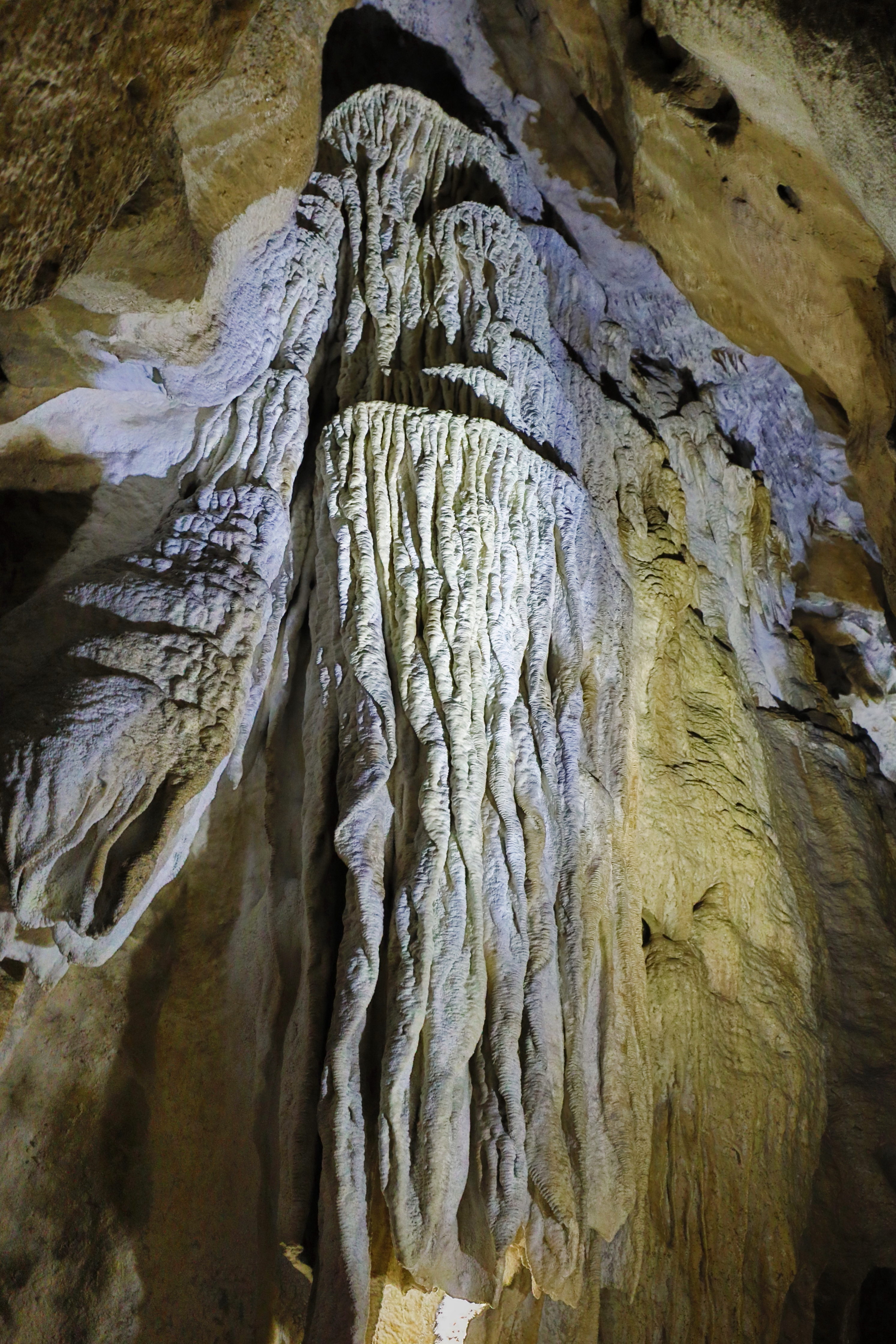
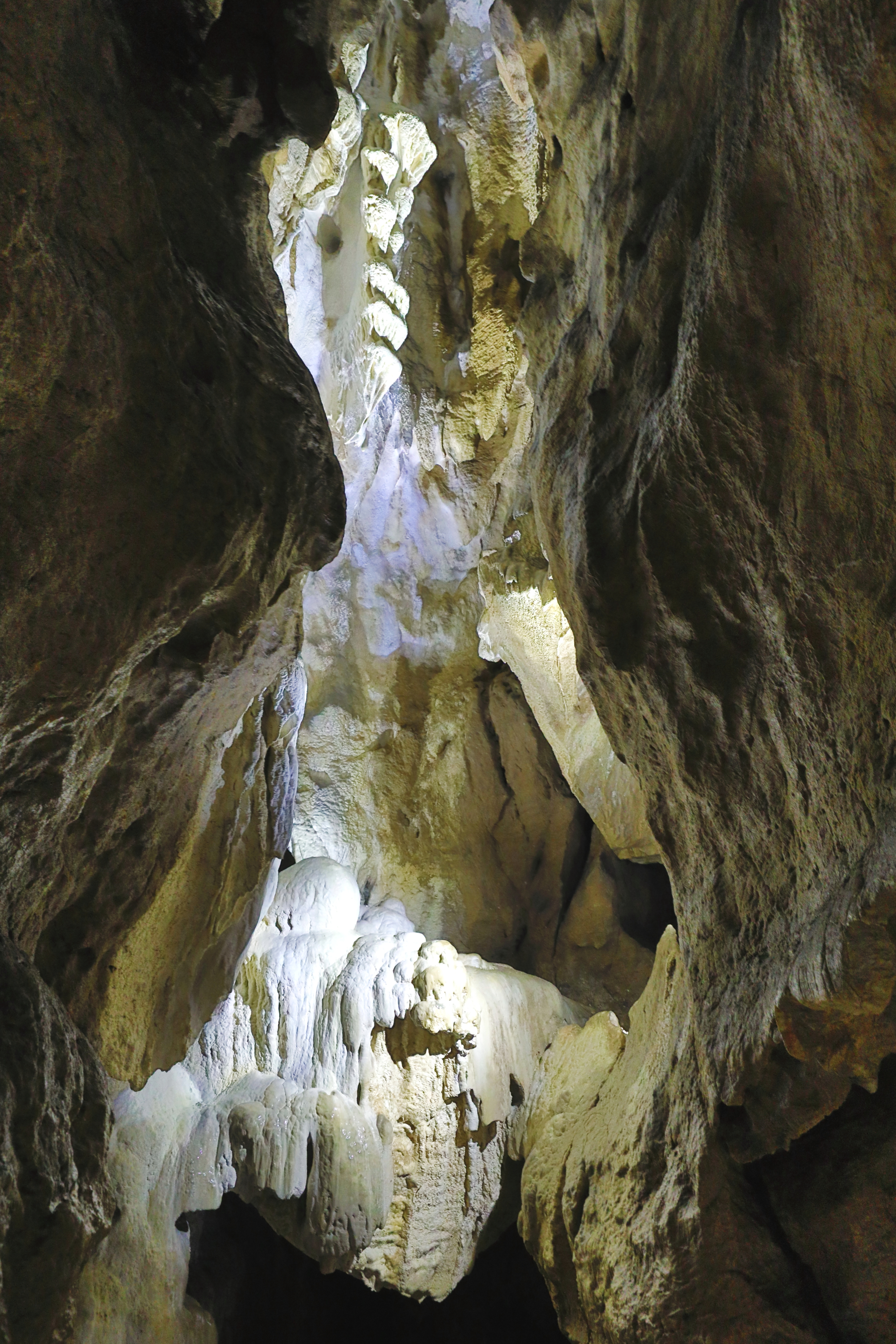